# Допяны
Допяны (Դոփյաններ, Դաւփեանք) — армянский княжеский род Хачена (Нагорный Карабах) с конца XII-го по XVI века. Наследственные правители Верхнего Хачена и Сотка.

## Исторический очерк

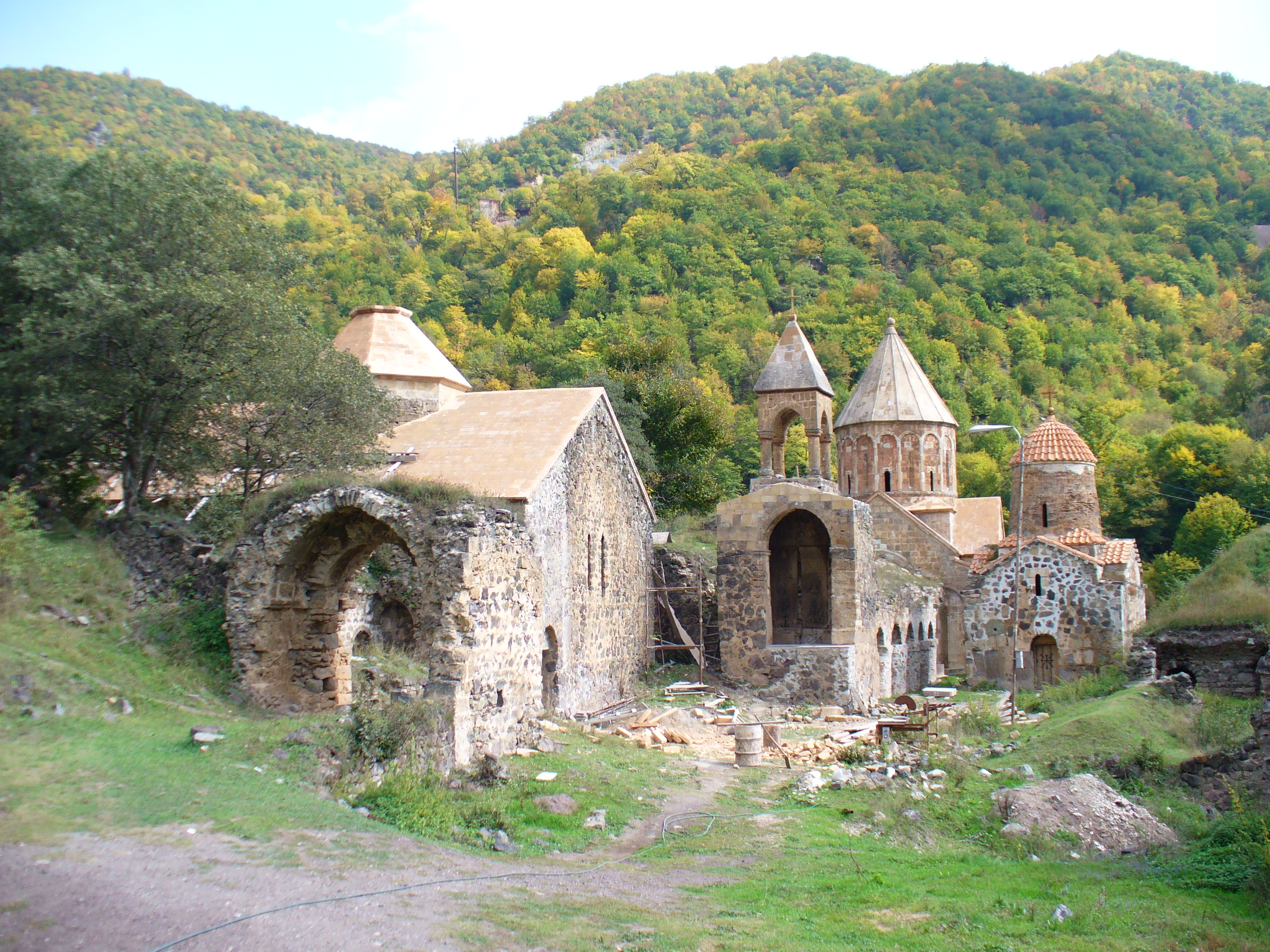
Главный храм комплекса Дадиванк, находящийся во владениях Допянов. Возведён в 1214 году княгиней Арзухатун Арцруни

Род Допянов получил своё название от имени Доп (Դաւփ, арменизированная версия имени Дафния) — супруги Гасана I, правителя Верхнего Хачена. Сама Доп являлась одной из дочерей князя Саргиса Закаряна и княгини Саакандухт Арцруни. После смерти мужа, княгиня Доп становится правительницей Верхнего Хачена (Цара). Католикос Есаи Гасан-Джалалян оставил упоминание о том, что «благочестивая Доп — дочь князя князей Саркиса [Закаряна]» и что:
…великий князь Гасан владел [крепостями] Акана, Андаберд, Сотк, Шагвак, и многими другими гаварами (волостями), среди которых более всего любил селение Цар — вотчину и награду за храбрость, за которую армянские правители заплатили ценой крови [своей].
С этого момента князья Верхнего Хачена именовались Допян — один из редких примеров в армянской дворянской традиции, когда княжеский род носил имя женщины. После освобождения закавказской Армении Допяны стали вассалами рода Закарян. Наибольшего расцвета династия Допян достигает в XIII веке, в эпоху монгольского владычества. Сын Гасана I и Доп князь Григор I Допян вместе с сыном Севадой участвовал в месопотамском походе (1242—1243) монгольского полководца Бачу.
Видными князьями и военачальниками были Гасан II, Григор II, Гасан III. После смерти Григора II Допяна, который в надписях именует себя «князем армянским» и «господином Малого Сюника — Хандаберда, Акана и высоких гор Гегама, от Содка до Шохага…», политическое влияние Допянов ослабло. Князь Гасан III вместе с сыновьями погиб в 1386 г. при сражении с войсками Тамерлана. Тимуриды, однако, сохраняют княжеские права Допянов. В 1430-гг. владения князей Допянов были захвачены кочевыми племенами Кара-Коюнлу. Сын внука Гасан III князь Айтин после трехлетней деятельности при ставке последних, получил назад часть своих владений, заплатив значительную сумму вождям Кара-Коюнлу.
С середины XV века, в результате неблагоприятных условий иноземного ига, княжество Верхнего Хачена распалось на три мелких владения. В последних, вплоть до XVI века продолжали править ответвленные от Допянов — княжеские дома Улубекенц, Айтиненц и Дганшенц. Род Улубекенц дал начало княжескому роду Мелик-Шахназарянов, правителей Гехаркуника. В начале XVII века младший брат мелика Сотка Шахназара I, Мирза-бек, стал меликом Варанды.

## Князья Допяны
- Гасан I (совместно с женой Доп)

После Гасана I и Допа род назывался также Допян
- Григор I Допян
- Гасан II
- Григор II

После Григора II власть Допянов ослабевает и последние входят под сюзеренитет Гасан-Джалалянов. 
 Отныне властители Верхнего Хачена упоминаются титулом парон — господин.
- Гасан III
- Ваграм (совместно с сыном Григором, сыновьями братьев Сейти и Турсун[12])
- Джганше I
- Мирзаджан

В конце XV века владения Верхнего Хачена делятся между ветвями Улубекенц, Айтиненц и Джганшенц.
От Улубекенц произошёл княжеский род Мелик-Шахназарянов, правителей Гехаркуника и Варанды

## Дальнейшие ответвления

### МеликиСотка
Их резиденция находилась в деревне Мец Масрик.
- Шаганше (сын Гасана III[14])
- Сайтун (Сейти) — начало XV века
- Улубек

От имени Улубека в дальнейшем род именовался также Улубекенц.
- Мирзаджан — уп. с 1502 г.[11]
- Меликбек — до 1580-гг.[11]
- Шахназар
- Ори (Яври) — ум. 1621 г.[11]
- Камал
- Аствацапов — до 1650-гг.[11]
- Меликбек — до 1670-гг.[11]
- Шахназар — конец XVII в.[11]

### Мелики Варанды
Их резиденция находилась в деревне Аветараноц
- Мирза Бек — конец XVI века, брат мелика Шахназара в Сотке
- Мелик Баги
- Шахназар I
- Мелик Баги II
- Мелик Гусеин — ум. ок. 1736 г.[16]
- Овсеп
- Мелик Шахназар II